# OO Возничего
OO Возничего (лат. OO Aurigae) — одиночная переменная звезда в созвездии Возничего на расстоянии (вычисленном из значения параллакса) приблизительно 9118 световых лет (около 2796 парсеков) от Солнца. Видимая звёздная величина звезды — от +14,6m до +13,8m.

## Характеристики
OO Возничего — красная углеродная пульсирующая медленная неправильная переменная звезда (LB:) спектрального класса C. Эффективная температура — около 3286 К.